# إنريكي بينيا سانشيز
إنريكي بينيا سانشيز هو موزع وملحن كوبي، ولد في 17 يوليو 1880، وتوفي في 13 أبريل 1922.